# Coppa Italia 2016-2017 (hockey su pista)
La Coppa Italia 2016-2017 è stata la 48ª edizione della principale coppa nazionale italiana di hockey su pista. La competizione ha avuto luogo con la formula della final eight dal 24 al 26 febbraio 2017 presso la Pista Armeni di Follonica.
Il trofeo è stato conquistato dal Forte dei Marmi per la prima volta nella sua storia.

## Squadre partecipanti
| Qualificazione                                   | Club            |
| ------------------------------------------------ | --------------- |
| 1ª classificata in Serie A1 nel girone di andata | Forte dei Marmi |
| 2ª classificata in Serie A1 nel girone di andata | Amatori Lodi    |
| 3ª classificata in Serie A1 nel girone di andata | CGC Viareggio   |
| 5ª classificata in Serie A1 nel girone di andata | Breganze        |
| 6ª classificata in Serie A1 nel girone di andata | HRC Monza       |
| 7ª classificata in Serie A1 nel girone di andata | Bassano         |
| 8ª classificata in Serie A1 nel girone di andata | Sarzana         |
| Società ospitante                                | Follonica       |

## Risultati

### Tabellone
|  | Quarti di finale | Quarti di finale | Quarti di finale |         |               | Semifinali      | Semifinali | Semifinali |  |  | Finale | Finale          | Finale |
|  |                  |                  |                  |         |               |                 |            |            |  |  |        |                 |        |
|  | 1                | Forte dei Marmi  | 5                |         |               |                 |            |            |  |  |        |                 |        |
|  | 8                | Sarzana          | 3                |         |               |                 |            |            |  |  |        |                 |        |
|  | 8                | Sarzana          | 3                |         | 1             | Forte dei Marmi | 6          |            |  |  |        |                 |        |
|  |                  |                  |                  |         | 1             | Forte dei Marmi | 6          |            |  |  |        |                 |        |
|  |                  | 4                | Follonica        | 1       |               |                 |            |            |  |  |        |                 |        |
|  | 4                | 4                | Follonica        | 1       | Follonica     | 3               |            |            |  |  |        |                 |        |
|  | 4                |                  |                  |         | Follonica     | 3               |            |            |  |  |        |                 |        |
|  | 5                | Breganze         | 2                |         |               |                 |            |            |  |  |        |                 |        |
|  |                  |                  |                  |         |               |                 |            |            |  |  | 1      | Forte dei Marmi | 4      |
|  |                  |                  | 7                | Bassano | 1             |                 |            |            |  |  |        |                 |        |
|  | 2                | Amatori Lodi     | 3                |         |               |                 |            |            |  |  |        |                 |        |
|  | 7                | Bassano          | 4                |         |               |                 |            |            |  |  |        |                 |        |
|  | 7                | Bassano          | 4                |         | 7             | Bassano         | 2(3)       |            |  |  |        |                 |        |
|  |                  |                  |                  |         | 7             | Bassano         | 2(3)       |            |  |  |        |                 |        |
|  |                  | 3                | CGC Viareggio    | 2(2)    |               |                 |            |            |  |  |        |                 |        |
|  | 3                | 3                | CGC Viareggio    | 2(2)    | CGC Viareggio | 6               |            |            |  |  |        |                 |        |
|  | 3                |                  |                  |         | CGC Viareggio | 6               |            |            |  |  |        |                 |        |
|  | 6                | HRC Monza        | 3                |         |               |                 |            |            |  |  |        |                 |        |

### Quarti di finale
| Arbitri: | Fronte (Novara) Carmazzi (Viareggio) |

|                                               |            |                                               |
| Ambrosio 43'55" G. Cocco 44'55" Verona 49'11" | Marcatori  | 28'44" Amato 31'24" 38'41" 45'32" Julià Soler |
| Nuno Resende                                  | Allenatori | Pino Marzella                                 |

| Arbitri: | Barbarisi (Salerno) Ferraro (Bassano del Grappa) |

|                                                               |            |                               |
| Costa 7'49" 9'06" 46'37" Muglia 24'16" Montigel 40'38" 47'29" | Marcatori  | 10'38" 45'17" 49'42" Compagno |
| Alessandro Bertolucci                                         | Allenatori | Tommaso Colamaria             |

| Arbitri: | Galoppi (Follonica) Ferrari (Viareggio) |

|                                                           |            |                                           |
| Romero 10'35" 34'52" Cinquini 23'09" 48'00" Torner 17'32" | Marcatori  | 12'02" Sterpini 22'22" Festa 30'35" Borsi |
| Pierluigi Bresciani                                       | Allenatori | Francesco Dolce                           |

| Arbitri: | Eccelsi (Novara) Silecchia (Giovinazzo) |

|                                              |            |                      |
| Paghi 17'32" Rodriguez 19'15" Marinho 20'55" | Marcatori  | 0'07" 19'59" Giménez |
| Federico Paghi                               | Allenatori | Massimo Belligio     |

### Semifinali
| Arbitri: | Eccelsi (Novara) Silecchia (Giovinazzo) |

|                        |                      |                            |
| Tataranni 4'30" 25'07" | Marcatori            | 10'33" Palagi 17'11" Costa |
| Panizza Amato Neves    | Tiri di rigore 3 – 2 | Costa Muglia               |
| Pino Marzella          | Allenatori           | Alessandro Bertolucci      |

| Arbitri: | Fronte (Novara) Ferrari (Viareggio) |

|                                                                        |            |                 |
| Pagnini 9'07" De Oro 10'28" 49'00" 49'26" Orlandi 19'15" Romero 48'00" | Marcatori  | 20'54" Fantozzi |
| Pierluigi Bresciani                                                    | Allenatori | Federico Paghi  |

### Finale
| Arbitri: | Galoppi (Follonica) Carmazzi (Viareggio) |

|                                          |           |              |
| Pagnini 0'34" 6'38" 36'38" Romero 31'59" | Marcatori | 44'02" Neves |

| Forte dei Marmi     |  |                 |
|                     |  |                 |
| P                   |  | Riccardo Gnata  |
| E                   |  | Elia Cinquini   |
| E                   |  | Gaston De Oro   |
| E                   |  | Paolo Maggi     |
| E                   |  | Davide Motaran  |
| E                   |  | Alberto Orlandi |
| E                   |  | Marco Pagnini   |
| E                   |  | Gonzalo Romero  |
| E                   |  | Enric Torner    |
| P                   |  | Federico Stagi  |
| Allenatore:         |  |                 |
| Pierluigi Bresciani |  |                 |

| Bassano       |  |                    |
|               |  |                    |
| P             |  | Mauro Dal Monte    |
| E             |  | Samuel Amato       |
| E             |  | Elia Canesso       |
| E             |  | Marco Julià Soler  |
| E             |  | Marco Milani       |
| E             |  | Diogo Neves        |
| E             |  | Michele Panizza    |
| E             |  | Massimo Tataranni  |
| E             |  | Alessandro Toniolo |
| P             |  | Davide Merlo       |
| Allenatore:   |  |                    |
| Pino Marzella |  |                    |